# Bus (komet)
Komet Bus (uradno ime je 87P/Bus), je periodični komet z obhodno dobo okoli 6,5 let.
 Komet pripada Enckejevemu tipu kometov .

## Odkritje
Komet je odkril Schelte John Bus 2. marca 1981 s pomočjo Schmidtovega teleskopa na Observatoriju Siding Spring v Avstraliji.

## Lastnosti
Premer kometa je 0,56 km .